# Udo Beyer
Udo Beyer (Eisenhüttenstadt, 9 de agosto de 1955), é um antigo atleta da Alemanha Oriental que se notabilizou como lançador do peso.
Udo é o mais velho de seis irmãos e cresceu em Neißemünde, junto à fronteira com a Polónia, onde começou por ser guarda-redes de andebol. Sob o censelho do seu pai, decidiu abraçar uma carreira desportiva, concentrando-se no atletismo, enquanto prosseguia os estudos em Frankfurt an der Oder. Em 1970, Ernst Kühl, ele próprio um lançador olímpico de peso e disco, tornou-se seu treinador.
Em 1973 Beyer trocou de clube e de treinador, mudando-se para Potsdam. Aí direccionou a sua atenção unicamente para o lançamento do peso e para os estudos universitários, tendo concluído uma licenciatura em educação física. Nas Olimpíadas de Montreal, em 1976, obtém a medalha de ouro com a marca de 21,05 m. Dois anos depois bate pela primeira vez o recorde mundial, obtendo 22,15 m. Voltaria a fazê-lo em 1983 (22,22 m) e em 1985 (22,64 m).
Nos Jogos Olímpicos de 1980, em Moscovo, alcança a medalha de bronze com 21,06 m. Nestas olimpíadas foi acompanhado pelos seus irmãos Gisela Beyer e Hans-Georg Beyer, também eles excelentes praticantes de atletismo. Foi ainda campeão da Europa (em 1978 e 1982), vencedor da Taça do Mundo de Atletismo (em 1977, 1979 e 1981), vencedor da Taça da Europa das Nações (em 1977, 1979 e 1981) e campeão da RDA por onze vezes consecutivas. Terminou a sua carreira em 1992, depois de uma passagem discreta pelos Jogos Olímpicos de Barcelona.

## Confissão de Uso de Doping
Em Fevereiro de 2013, Beyer admitiu pela primeira vez ter se dopado durante sua carreira. O atleta admitiu ter tomado a decisão por conta própria, mas afirma que venceu o ouro olímpico nos Jogos de Montreal, em 1976, porque ele era "o melhor", e não por ter usado substâncias proibidas. Porém, o atleta não deverá perder a medalha, já que segundo as regras da Carta Olímpica, a contestação de resultado só pode ser feita até oito anos depois do ocorrido.

## Principais Resultados

### Spartakiade infanto e juvenil
- 1972: Campeão

### Campeonatos da Alemania Oriental
- 1974: 2º Lugar
- 1977-1987: Campeão GDR (11 vezes consecutivas)
- 1988: 2º Lugar
- 1990: 3º Lugar

### Torneios europeos
1973: Campeão europeu junior
1974: 8º Lugar
1978: Campeão europeu
1982: Campeão europeu
1986: Medalha de bronze
1974: 6º Lugar

### Copa Europeia
- 1977, 1979 e 1981: Campeão
- 1985: 3º Lugar

### IAAF-World cup
- 1977, 1979 e 1981: Campeão

### Jogos Olímpicos
- 1976: Campeão Olímpico
- 1982: Medalha de bronze
- 1984: Não participou devido ao boicote
- 1988: Quarto Lugar
- 1992: Eliminado durante a fdase classificatória

### Recordes
Recordes europeus junior
- Lançamento de 6.25 kg
  - 13 de julio de 1973: 21.03 metros
- Lançamento de 7,26 kg
  - 7 de julio de 1973: 19.63 metros
  - 6 de julio de 1974: 20.20 metros
  - 21 de junio de 1975: 20.97 metros (record hasta 2005 inclusive)

Recordes Mundiais
- 06 de Agosto de 1978: 22.15 metros
- 25 de Julho de 1983: 22.22 metros
- 20 de Abril de 1986: 22.64 metros (sétimo lugar entre os recordes mundiais até 2006)

### Honrarias
- 1978: Desportista do ano pela RDA.
- 2 medalhas de prata por serviços patrióticos/vitorias.
- 7 vezes campeão alemão.